# To små chimpanser
|  | Denne artikel er oprettet af botten Steenthbot ud fra en ekstern database. Den kan derfor have sproglige fejl eller mangler. Denne skabelon kan fjernes efter kontrol af indholdet. |

To små chimpanser er en dansk dokumentarfilm fra 1956 instrueret af Erling Wolter.

## Handling
De to 2 år gamle chimpanseunger i Zoologisk Have, Lone og Lasse, bliver om morgenen vækket af dyrepasseren. Når de er blevet gjort i stand og har spist, leger de i buret. De kører på trehjulet cykel, de spiller bold og gynger på gyngehest. Inden de skal i seng får de en lille dans med dyrepasseren.